# Substància negra
La substància negra o locus negre o locus niger o gangli negre o substància negra de Soemmering o cos de Vicq d'Azyr, és una substància grisa que separa les capes superior i inferior de substància blanca dels peduncles cerebrals. El color reflectint el fet que parts de la substància negra semblen més fosques que les zones veïnes a causa dels alts nivells de neuromelanina a les neurones dopaminèrgiques. La malaltia de Parkinson es caracteritza per la pèrdua de neurones dopaminèrgiques a la pars compacta de la substància negra.
Tot i que la substància negra apareix com una banda contínua en les seccions encefàliques, els estudis anatòmics han trobat que en realitat consta de dues parts amb connexions i funcions molt diferents: la pars compacta (SNpc) i la pars reticulata (SNpr). La pars compacta serveix principalment com a projecció al circuit dels ganglis basals, subministrant dopamina al nucli estriat. La pars reticulata transmet senyals des dels ganglis basals a moltes altres estructures cerebrals.